# Atletica leggera ai Giochi della XXVII Olimpiade - Salto con l'asta maschile

Video della Finale

Il salto con l'asta ha fatto parte del programma di atletica leggera maschile ai Giochi della XXVII Olimpiade. La competizione si è svolta nei giorni 27 e 29 settembre 2000 allo Stadio Olimpico di Sydney.

## Presenze ed assenze dei campioni in carica
| Competizione         | Atleta         | Prestazione | Sydney 2000  |
| -------------------- | -------------- | ----------- | ------------ |
| Olimpiadi 1996       | Jean Galfione  | 5,92 m      | Presente     |
| Commonwealth 1998    | Riaan Botha    | 5,60 m      | Assente      |
| Goodwill Games 1998  | Jeff Hartwig   | 6,01        | Non qual.    |
| Europei 1998         | Maksim Tarasov | 5,81 m      | Presente     |
| Coppa del mondo 1998 | Maksim Tarasov | 5,85 m      | Presente     |
| Panamericani 1999    | Pat Manson     | 5,60 m      | 5° ai Trials |
| Mondiali 1999        | Maksim Tarasov | 6,02 m      | Presente     |
|                      |                |             |              |
| Mondiali junior 1996 | Paul Burgess   | 5,35 m      | Presente     |

1. ↑  Sotto la bandiera della Russia.

## La gara
In qualificazione viene subito eliminato Serhij Bubka che, entrato alla misura di 5,70 metri, misura mai saltata in stagione, compie subito tre errori. Sempre in qualificazione cade anche il campione olimpico in carica e detentore del record dei Giochi, Jean Galfione, con un deludente 5,55 metri.
In una finale senza un chiaro favorito, Nick Hysong commette il primo errore a 5,70, mentre Tarasov macchia la sua gara alla misura successiva. A 5,90 restano in gara in otto e solo Hysong supera l'asticella alla prima prova; il connazionale Johnson alla seconda; Tarasov e il campione tedesco Michael Stolle alla terza, mentre vengono eliminati Viktor Čistjakov, Okkert Brits e l'altro tedesco Danny Ecker, Dmitrij Markov invece dopo due errori sceglie di passare a 5,95.
I successivi tentativi verranno tutti falliti e secondo regolamento il podio sarà stabilito sulla base degli errori alla misura precedente, Hysong si laurea quindi campione olimpico, il primo statunitense dopo 32 anni. Per la prima volta ci saranno solamente due europei tra i primi sette classificati.

## Risultati

### Qualificazioni
Soglia di qualificazione 5,75 (Q) o i migliori 12 atleti (q) accedono alla finale. 
| Pos. | Gruppo | Atleta             | Nazionalità   | 5,25 | 5,40 | 5,55 | 5,65 | 5,70 | Distanza | Note                                     |
| ---- | ------ | ------------------ | ------------- | ---- | ---- | ---- | ---- | ---- | -------- | ---------------------------------------- |
| 1    | B      | Nick Hysong        | Stati Uniti   | –    | –    | o    | o    | o    | 5,70     | q                                        |
| 2    | B      | Danny Ecker        | Germania      | –    | –    | xo   | –    | o    | 5,70     | q                                        |
| 3    | A      | Dmitrij Markov     | Australia     | –    | –    | o    | –    | xo   | 5,70     | q                                        |
| 4    | A      | Viktor Čistjakov   | Australia     | –    | o    | xo   | xxo  | xo   | 5,70     | q                                        |
| 5    | B      | Michael Stolle     | Germania      | –    | –    | o    | –    | xxo  | 5,70     | q                                        |
| 6    | B      | Giuseppe Gibilisco | Italia        | –    | o    | xo   | o    | xxo  | 5,70     | q                                        |
| 7    | A      | Evgenij Smirjagin  | Russia        | –    | o    | o    | o    | xx–  | 5,65     | q                                        |
| 7    | A      | Tim Lobinger       | Germania      | –    | o    | o    | o    | x–   | 5,65     | q                                        |
| 7    | B      | Okkert Brits       | Sudafrica     | –    | –    | o    | o    | –    | 5,65     | q                                        |
| 7    | B      | Aleksandr Averbuch | Israele       | –    | –    | o    | o    | –    | 5,65     | q                                        |
| 7    | B      | Maksim Tarasov     | Russia        | –    | –    | –    | o    | –    | 5,65     | q                                        |
| 12   | A      | Lawrence Johnson   | Stati Uniti   | –    | –    | xo   | o    | –    | 5,65     | q                                        |
| 12   | A      | Montxu Miranda     | Spagna        | –    | xo   | o    | o    | xxx  | 5,65     | q                                        |
| 14   | A      | Štěpán Janáček     | Rep. Ceca     | –    | xxo  | o    | o    | xxx  | 5,65     |                                          |
| 15   | A      | Rens Blom          | Paesi Bassi   | –    | o    | o    | xo   | xxx  | 5,65     |                                          |
| 16   | A      | Jean Galfione      | Francia       | –    | o    | o    | xxx  | N.D. | 5,55     |                                          |
| 16   | B      | Paul Burgess       | Australia     | –    | o    | o    | xxx  | N.D. | 5,55     |                                          |
| 16   | B      | Kevin Hughes       | Gran Bretagna | o    | o    | o    | xxx  | N.D. | 5,55     | Miglior prestazione personale stagionale |
| 16   | B      | Javier García      | Spagna        | –    | o    | o    | xx–  | x    | 5,55     |                                          |
| 20   | A      | Patrik Klüft       | Svezia        | –    | o    | xo   | xxx  | N.D. | 5,55     |                                          |
| 20   | A      | Danny Krasnov      | Israele       | –    | o    | xo   | xxx  | N.D. | 5,55     | Miglior prestazione personale stagionale |
| 22   | A      | Thibaut Duval      | Belgio        | –    | xo   | xxo  | xxx  | N.D. | 5,55     |                                          |
| 22   | B      | Ilian Efremov      | Bulgaria      | o    | xo   | xxo  | –    | xxx  | 5,55     |                                          |
| 22   | B      | Martin Eriksson    | Svezia        | –    | xo   | xxo  | xxx  | N.D. | 5,55     |                                          |
| 25   | B      | Manabu Yokoyama    | Giappone      | –    | xxo  | xxo  | xxx  | N.D. | 5,55     |                                          |
| 26   | A      | Pavel Gerasimov    | Russia        | –    | xo   | –    | xxx  | N.D. | 5,40     |                                          |
| 26   | B      | Chad Harting       | Stati Uniti   | –    | xo   | x–   | xx   | N.D. | 5,40     |                                          |
| 26   | B      | Dominic Johnson    | Saint Lucia   | –    | xo   | xxx  | N.D. | N.D. | 5,40     |                                          |
| 29   | B      | João André         | Portogallo    | xo   | xo   | xxx  | N.D. | N.D. | 5,40     |                                          |
| 30   | B      | Denys Jurčenko     | Ucraina       | –    | xxo  | –    | x–   | N.D. | 5,40     |                                          |
| 30   | B      | Romain Mesnil      | Francia       | –    | xxo  | x–   | xx   | N.D. | 5,40     |                                          |
| 32   | A      | Nuno Fernandes     | Portogallo    | xxo  | xxx  | N.D. | N.D. | N.D. | 5,25     |                                          |
| –    | A      | Serhij Bubka       | Ucraina       | –    | –    | –    | –    | xxx  | nm       |                                          |
| –    | A      | Igor Potapovič     | Kazakistan    | –    | –    | xxx  | N.D. | N.D. | nm       |                                          |
| –    | A      | Robison Pratt      | Messico       | xxx  | N.D. | N.D. | N.D. | N.D. | nm       |                                          |
| –    | B      | Photis Stefani     | Cipro         | xxx  | N.D. | N.D. | N.D. | N.D. | nm       |                                          |
| –    | A      | Ruhan Işım         | Turchia       | N.D. | N.D. | N.D. | N.D. | N.D. | dns      |                                          |

### Finale
| Record mondiale      | Serhij Bubka                                     | 6,14 m | Sestriere | 31 luglio 1994 |
| Record olimpico      | Jean Galfione Igor' Trandenkov Andrei Tivontchik | 5,92 m | Atlanta   | 2 agosto 2016  |
| Capolista stagionale | Jeff Hartwig                                     | 6,03   | Jonesboro | 14 giugno 2000 |

Stadio Olimpico, venerdì 29 settembre, ore 18:30.
| Posizione | Atleta             | Nazione     | 5,50 | 5,70 | 5,80 | 5,90 | 5,95 | Misura | Note                                     |
| --------- | ------------------ | ----------- | ---- | ---- | ---- | ---- | ---- | ------ | ---------------------------------------- |
| Oro       | Nick Hysong        | Stati Uniti | o    | xo   | o    | o    | xxx  | 5.,90  | Miglior prestazione personale            |
| Argento   | Lawrence Johnson   | Stati Uniti | –    | o    | o    | xo   | xxx  | 5,90   |                                          |
| Bronzo    | Maksim Tarasov     | Russia      | o    | –    | xo   | xxo  | xxx  | 5,90   | Miglior prestazione personale stagionale |
| 4         | Michael Stolle     | Germania    | xxo  | o    | xo   | xxo  | xxx  | 5,90   |                                          |
| 5         | Viktor Čistjakov   | Australia   | o    | o    | o    | xxx  | N.D. | 5,80   | Miglior prestazione personale stagionale |
| 5         | Dmitrij Markov     | Australia   | o    | –    | o    | xx–  | x    | 5,80   |                                          |
| 7         | Okkert Brits       | Sudafrica   | –    | o    | xo   | xxx  | N.D. | 5,80   |                                          |
| 8         | Danny Ecker        | Germania    | o    | xo   | xo   | xxx  | N.D. | 5,80   |                                          |
| 9         | Montxu Miranda     | Spagna      | o    | xxo  | xxx  | N.D. | N.D. | 5,70   |                                          |
| 10        | Giuseppe Gibilisco | Italia      | o    | xxx  |      | N.D. | N.D. | 5,50   |                                          |
| 10        | Aleksandr Averbuch | Israele     | o    | xxx  | N.D. | N.D. | N.D. | 5,50   |                                          |
| 10        | Evgenij Smirjagin  | Russia      | o    | xxx  | N.D. | N.D. | N.D. | 5,50   |                                          |
| 13        | Tim Lobinger       | Germania    | xo   | xxx  | N.D. | N.D. | N.D. | 5,50   |                                          |